# ناشل (دهانه)
ناشل یک دهانه برخوردی در ماه است.